# لاري دريك (لاعب كرة قاعدة)
لاري دريك (بالإنجليزية: Larry Drake)‏ هو لاعب كرة قاعدة أمريكي، ولد في 4 مايو 1921 في ماككيني في الولايات المتحدة، وتوفي في 14 يوليو 1985 في هيوستن في الولايات المتحدة.

## وصلات خارجية
- لاري دريك على موقعبيزبول رفرنس.كوم (الدوري الرئيسي) (الإنجليزية)
- لاري دريك على موقعبيزبول رفرنس.كوم (الدوري الثانوي) (الإنجليزية)